# Brandon Rivera
Pour les articles homonymes, voir Rivera.
Rivera  Vargas est un nom espagnol. Le premier nom de famille, en général paternel, est Rivera ; le second, en général maternel, souvent omis, est Vargas.
Brandon Smith Rivera Vargas, né le 21 mars 1996 à Zipaquirá (Cundinamarca), est un coureur cycliste colombien. Il évolue au sein de l'équipe Ineos Grenadiers.

## Biographie
Le 1er novembre 2023, Ineos Grenadiers annonce l'extension du contrat de Rivera jusqu'en fin d'année 2025.

## Palmarès sur route

### Par année
- 2018
  - 3e du championnat de Colombie du contre-la-montre espoirs
- 2019
  -  Champion panaméricain du contre-la-montre
  - 12e étape du Tour de Colombie
  - 1re (contre-la-montre) et 4e étapes de la Clásica de Girardot
  - 4e étape de la Vuelta a Boyacá
  - 2e de la Clásica de Girardot
  - 2e de la Vuelta a Boyacá
  - 3e de la Clásica de Anapoima
- 2024
  - 2e étape du Tour d'Autriche
  - 2e du championnat de Colombie du contre-la-montre
  - 2e du Tour d'Autriche
  - 8e du Tour des Émirats arabes unis
- 2025
  - 3e du championnat de Colombie du contre-la-montre

### Résultats sur les grands tours

#### Tour d'Italie
1 participation
- 2025 : non-partant (14e étape)

#### Tour d'Espagne
2 participations
- 2020 : abandon (2e étape)
- 2024 : 95e

### Classements mondiaux
| Année                                 | 2019 | 2020  | 2021  | 2022 | 2023 | 2024 |
| ------------------------------------- | ---- | ----- | ----- | ---- | ---- | ---- |
| Classement mondial                    | 677e | 1078e | 2718e | 894e | 803e | 254e |
| UCI America Tour                      | 74e  | 89e   | 477e  | 94e  | 61e  | 28e  |
|                                       |      |       |       |      |      |      |
| Légende : nc = non classéSource : UCI |      |       |       |      |      |      |

## Palmarès en VTT

### Championnats panaméricains
- San Miguel de Tucumán 2013
  -  Médaillé d'argent du cross-country juniors
- Londrina 2014
  -  Médaillé d'or du relais mixte (avec Jhon Freddy Garzón, Laura Abril et Fabio Castañeda)
  -  Médaillé d'argent du cross-country juniors
- Cota 2015
  -  Médaillé d'or du relais mixte (avec Jhon Freddy Garzón, Laura Abril et Fabio Castañeda)
- Catamarca 2016
  -  Médaillé d'or du cross-country espoirs
  -  Médaillé d'or du relais mixte (avec Jhon Freddy Garzón, Yossiana Quintero et Fabio Castañeda)

### Jeux olympiques de la jeunesse
- Nankin 2014
  -  Médaillé d'or par équipes (avec Jhon Anderson Rodríguez)
  -  Médaillé d'argent du cross-country
  -  Médaillé d'argent du cross-country eliminator

### Championnats nationaux
- 2014
  -  Champion de Colombie de cross-country juniors
- 2015
  - 2e du championnat de Colombie de cross-country eliminator
  - 3e du championnat de Colombie de cross-country espoirs
- 2016
  -  Champion de Colombie de cross-country espoirs